# Zsivko Goszpodinov
Zsivko Goszpodinov Goszpodinov (bolgárul: Живко Господинов Господинов, Vladimirovo, 1957. szeptember 6. – Várna, 2015. május 4.) bolgár válogatott labdarúgó.

## Pályafutása

### Klubcsapatban
18 éves pályafutása alatt játszott a Szpartak Varna, a Vatev Beloszlav, a Szpartak Pleven, a AD Fafe, a Cserno More Varna és a Beroe Sztara Zagora csapatában. Pályafutása legnagyobb részét a Szpartak Varna együttesében töltötte, melynek tagjaként 155 alkalommal lépett pályára a bolgár első osztályban.

### A válogatottban
1983 és 1987 között 39 alkalommal szerepelt a bolgár válogatottban és 6 gólt szerzett. Részt vett az 1986-os világbajnokságon.